# Cynddylan ap Cyndrwyn
Cynddylan (Pronunciación galesa moderna: /kən'ðəlan/), o Cynddylan ap Cyndrwyn fue un príncipe galés del siglo VII asociado con Powys y Pengwern. Cynddylan aparece solo en fuentes literarias: a diferencia de muchos reyes britano parlantes en la Britania posromana, no aparece en las genealogías galesas tempranas u otras fuentes históricas. El hijo del rey Cyndrwyn, Cynddylan es descrito en el poema de siglo séptimo Marwnad Cynddylan (Elegía para Cynddylan) y parece haber sido un cacique en Powys.

## Contexto histórico
Alguna comprensión del contexto histórico en qué vivió Cynddylan nos la proporcionan Beda en su Historia ecclesiastica gentis Anglorum, la Historia Brittonum, y las antiguas genealogías galesas. Con el derrumbamiento del Imperio Romano y la invasión de los sajones, los restos de las civitas de los Cornovii se agarraban a sus tierras en las regiones inferiores fronterizas con Gales (Herefordshire y Shropshire). A principios del séptimo siglo Cystennin era el poder dominante en el Norte Viejo, mientras Cyndrwyn "el Terco" gobernaba Powys. Cyndrwyn murió antes 642 cuándo sus hijos, entre ellos Cynddylan, se unieron a Penda de Mercia para derrotar a Oswald de Northumbria en la Maserfield (en galés: Maes Cogwy:), que pudo haber tenido lugar en las afueras de Oswestry.
Parece claro ambos por los poemas y el contexto que Cynddylan trabajó, al menos en puntos claves en su carrera, en alianza con los reyes de Mercia: Cadwallon ap Cadfan (d. 634) era aliado de Mercia en 633; Penda de Mercia parece haber sido derrotado, al menos en parte, por la deserción de un aliado galés, Cadafael Cadomedd ap Cynfeddw (d. c. 655). El Marwnad Cynddylan ciertamente menciona Cynddylan ayudando a Penda (l. 28).
Aun así, tampoco la ocasión de la colaboración entre Cynddylan y Penda ni la fecha de fallecimiento de Cynddylan nos son conocidas. Las batallas conocidas incluyen la victoria de Penda sobre Oswald de Northumbria en 641 en Oswestry (batalla de Maserfield o Cowgy): un verso perdido anexo a Canu Heledd en el manuscrito Biblioteca Nacional de Gales 4973 afirma que 'Cynddylan era un ayudante' en una batalla en Cogwy. La Batalla del Winwaed (654/55), en qué Oswiu derrotó y mató a Penda, es sugerida popularmente como la ocasión de la muerte de Cynddylan. Pero Marwnad Cynddylan también se refiere (en líneas 42-62) a una lucha importante cerca de Lichfield, en territorio de Mercia, que se piensa tuvo lugar después de la muerte de Penda. Marwnad Cynddylan deja claro que el Cadelling, la dinastía que desciende de Cadell Ddyrnllwg, eran rivales a Cynddylan.
El más tardío y menos fiable Canu Heledd sugiere que Cynddylan murió defendiendo Powys de invasores ingleses en un sitio llamó Tren, generalmente entendido como el Río Tern en Shropshire.